# MyLINUX
MyLINUX a fost o revistă românească de IT publicată lunar, cu sediul în Oradea, specializată pe sistemul de operare Linux. Fiecare apariție conținea o distribuție Linux pe un CD. Revista a încetat apariția în ianuarie 2006. MyLINUX, împreună cu MyHARDWARE, a fost una dintre revistele satelit ale MyCOMPUTER, o altă revistă românească de IT. De-a lungul aparițiilor, s-a  format o comunitate activă  pe forum-ul site-ului, format în mare parte din utilizatori Unix. 
Fiecare număr al revistei era structurat în 10 segmente:
- Știri - ultimele noutăți din lumea Linux.
- Software - comentarii despre software Linux.
- Distribuții - distribuții Linux apărute.
- Interviuri - Interviuri cu dezvoltatorii de software open source.
- Începător - articole pentru începători.
- Internet - site-uri ale lunii
- LinuxMobil - articole despre Linux pe dispozitive mobile.
- LinuxGame – comentarii despre jocurile pe Linux
- LinuxTips - sfaturi și trucuri pe Linux.
- /dev/null - pagină de umor.

Echipa de editare a constat din:
- Răzvan T. Coloja - Redactor șef
- Darius Martin - Editor executiv
- Emanuel Gliția - Editor
- Mircea Buzlea - coordonator proiect, soluții mobile
- Cristian Mada - proiectare grafică și DTP
- Tamas Kiraly - Webmaster